# Programa Fènix
El programa Fènix (Phoenix Program en anglès) va ser una operació secreta del govern federal dels Estats Units que abastava un conjunt d'operacions contrarevolucionàries posades en marxa entre 1968 i 1972 al Vietnam del Sud per l'Agència Central d'Intel·ligència i forces especials nord-americanes. El programa Fènix és citat sovint com a exemple de les atrocitats comeses contra els drets humans per la CIA i altres organitzacions relacionades, incloent-hi la intel·ligència militar dels Estats Units d'Amèrica. El Programa Fènix va "neutralitzar" unes 81.000 persones sospitoses de ser membres del Front d'Alliberament de Vietnam de les quals entre 20.000 i 40.000 van ser assassinades. De totes maneres, el Programa Fènix no va ser prou efectiu com per evitar que els Estats Units d'Amèrica s'impliquessin militarment en la guerra del Vietnam ni per a evitar que l'aliat dels Estats Units, el govern del Vietnam del Sud, acabés perdent la guerra contra el Vietnam del Nord (estat recolzat per l'URSS i la Xina).